# Eberhard Triesch
Eberhard Triesch (* 1956) ist ein deutscher Mathematiker. Er war bis Anfang 2022 Professor an der RWTH Aachen.

## Leben
Triesch absolvierte von 1975 bis 1980 an der RWTH Aachen ein Studium der Mathematik und Wirtschaftswissenschaften, dabei erhielt er eine Förderung durch die Studienstiftung des deutschen Volkes. Nach seinem Abschluss als Diplom-Mathematiker war er bis 1984 wissenschaftlicher Mitarbeiter am Lehrstuhl für angewandte Mathematik, insbesondere Informatik, an der RWTH Aachen  bei Walter Oberschelp. 1984 wurde Triesch an der RWTH Aachen aufgrund seiner Dissertation: „Über die Komplexität von Grapheneigenschaften“ bei Oberschelp promoviert. Anschließend wirkte er bis 1987 am Institut für Quantenchemie der FU Berlin als Hochschulassistent und ab 1988 als wissenschaftlicher Mitarbeiter am Lehrstuhl für Mathematik der RWTH Aachen. In den Jahren 1990 bis 1992 hatte Triesch in Aachen die Vertretungsprofessur für Unternehmensforschung inne. Im Jahre 1991 habilitierte Triesch mit einer Arbeit zum Thema „Suchprobleme in Graphen und Hypergraphen“.
1992 wurde er Professor für Operations Research am Forschungsinstitut für Diskrete Mathematik der Universität Bonn. Danach übernahm Triesch den Lehrstuhl II für Mathematik an der RWTH Aachen. Er beschäftigte sich dort mit diskreter Optimierung, Kombinatorik sowie Graphentheorie. Er betreute außerdem Lehrveranstaltungen in höherer Mathematik. Neben seiner universitären Tätigkeit engagierte Triesch sich dafür, Schülern mathematische Sachverhalte näherzubringen und bot dabei sowohl Vorlesungen für Grundschüler als auch Veranstaltungen für Schüler der Sekundarstufe II an.